# Gilles Bavarius
Gilles Bavarius (Rijsel, 1550 - Gent, 1627) of Egidius de Bavière was een Zuid-Nederlands Neolatijns dichter en jezuïet.

## Levensloop
Bavarius trad in 1570 in bij de jezuïeten. Naast andere activiteiten ondernam hij een grondige studie van de werken van Vergilius. Hij kwam op het enigszins eigenaardig idee om de geschriften van de Latijnse dichter aan te wenden als apologie van de katholieke dogma's. 
Hij excerpeerde verzen uit de Eclogae of de Bucolica en de Aeneis, en herwerkte de passie van Jezus Christus met passages van Vergilius, de Mantuese zwaan.

## Publicaties
- Musa catholica Maronis sive catechismus maronianus carmine expressus in gratiam juventutis poetica artis studioso, Antwerpen, Martin Nutius, 1622; Rijsel, V. de Rache, 1662.
- Passio domini nostri Jesu-Christi versibus heroïcis potissimum ex Marone concinnatis, Antwerpen, Martin Nutius (zelfde boek onder een nieuwe titel).